# Quarta Croada
La Quarta Croada (1202-1204) fou promoguda pel papa Innocenci III amb la intenció originària d'alliberar Terra Santa mitjançant una invasió des d'Egipte. Per contra, l'abril del 1204, els croats occidentals catòlics acabaren conquerint Constantinoble, l'epicentre dels cristians ortodoxos, i derrocant l'Imperi Romà d'Orient. La Quarta Croada fou l'acte final que segellà irremeiablement el Gran Cisma d'Orient entre l'Església Ortodoxa i Església Catòlica Romana.

## Antecedents

### La Tercera Croada
Després del fracàs de la Tercera Croada (1189-1192), a l'Europa occidental quedava ja poc interès per emprendre una nova croada que alliberés Terra Santa de l'ocupació islàmica. Jerusalem restava ocupada per la dinastia aiúbida, que governava des de Síria fins a Egipte, amb la sola excepció d'algunes ciutats costaneres que encara controlava l'Estat Croat de Jerusalem, ara centrat a Sant Joan d'Acre, i l'Estat Croat de Xipre, que havia estat fundat durant la Tercera Croada.

### La predicació de la Quarta Croada

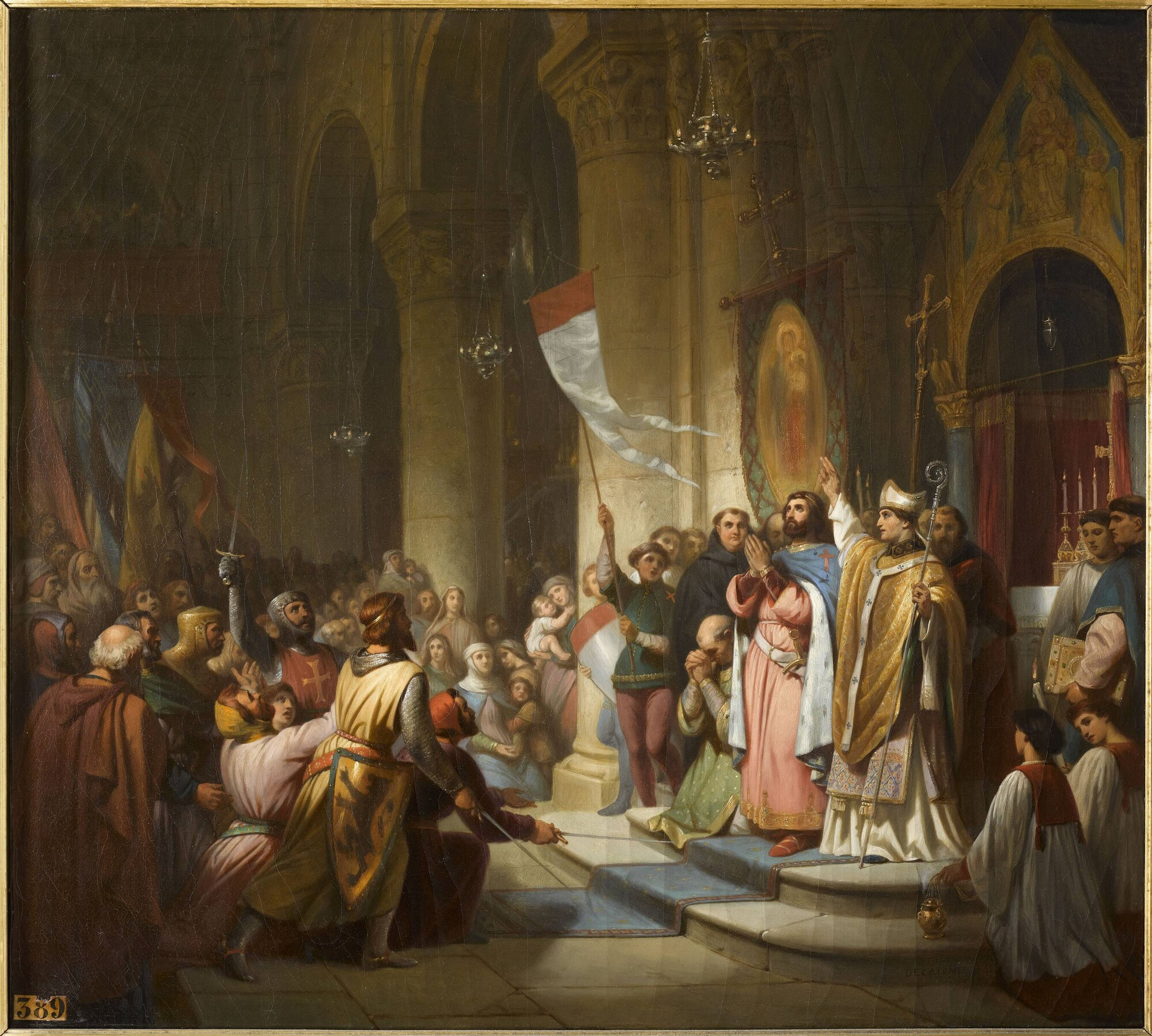
Bonifaci I de Montferrat essent proclamat cabdill de la Quarta Croada a Soissons el 1201.

El papa Innocenci III esdevingué papa el 1198 i començà a predicar una nova croada que inicialment tingué molt poc ressò entre els grans estats europeus occidentals: mentre el Sacre Imperi Romanogermànic mantenia la seva disputa amb el papat, Anglaterra i França continuaven la guerra que els enfrontava entre si. Tanmateix, el 1199 la predicació endegada per Foulques de Neuilly aconseguí el suport de l'aristocràcia militar, encapçalada pel comte francès Teobald III de Xampanya, que s'erigí en líder de la croada. Però aquest morí el 1201, de manera que se cercà un nou líder en el comte italià Bonifaci I de Montferrat.

### La cerca de transport marítim
Bonifaci I de Montferrat inicià els preparatius de la croada i buscà la manera de transportar l'expedició per via marítima fins a Egipte. A tal fi envià delegats a la República de Gènova i a la República de Venècia, amb la demanda de buscar transport marítim per a 30.000 homes. Un d'aquests enviats fou el futur cronista Godofreu I de Villehardouin. Si bé la República de Gènova es mantingué indiferent, el març del 1201 les negociacions ja eren obertes amb la República de Venècia.
Els venecians van ser inicialment reticents a avalar una empresa que podria fer-los perdre molt de negoci, especialment si estava destinada a Egipte. A més a més, per transportar una força tan gran es necessitaria una flota major que la que Venècia hagués reunit mai. Seria necessari suspendre moltes altres operacions rendibles i desviar-hi mà d'obra d'altres projectes. El negoci només es podria fer amb si es podria garantir que els venecians guanyarien.
La proposta feta als croats consistia en què els venecians construirien i equiparien una flota per portar un total de 4.500 cavalls i 9.000 escuders, 4.500 cavallers i 20.000 soldats a peu, així com el subministrament de provisions per a l'exèrcit i farratge per als cavalls durant un període de dotze mesos. L'import va ser valorat en 85.000 marcs d'argent. Els venecians van prometre enviar a càrrec seu la flota cinquanta vaixells armats: i ho faria «per l'amor de Déu». L'armada estaria llesta per navegar des de Venècia el 29 de juny de 1202.
El doge va establir dues condicions per assolir l'acord: els costos s'havien de cobrir de forma anticipada, i els venecians havien de tenir dret a la meitat de qualsevol conquesta que la croada pogués aconseguir. Els croats van acceptar la proposta, comprometent-se a pagar els 85.000 marcs en quatre pagaments dins de l'any.

### L'exèrcit croat
La majoria de l'exèrcit provenia del Regne de França, incloent-hi homes de Blois, Xampanya, Amiens, Saint-Pol-sur-Mer, Île-de-France, el Ducat de Borgonya i el Comtat de Flandes. Un segon contingent provenia de les terres del capitost de la croada, el Marquesat de Montferrat; finalment, un tercer contingent vingué de les terres del Sacre Imperi Romanogermànic. A tot aquest contingent s'afegí l'aportació veneciana, soldats i mariners, comandants pel dux de la república Enric Dandolo.
Quan el cap de la croada, el comte Teobald III de Xampanya, morí l'any 1201, Bonifaci I de Montferrat fou escollit com a nou cabdill.

## La croada

### Un problema de pressupost en el transport marítim

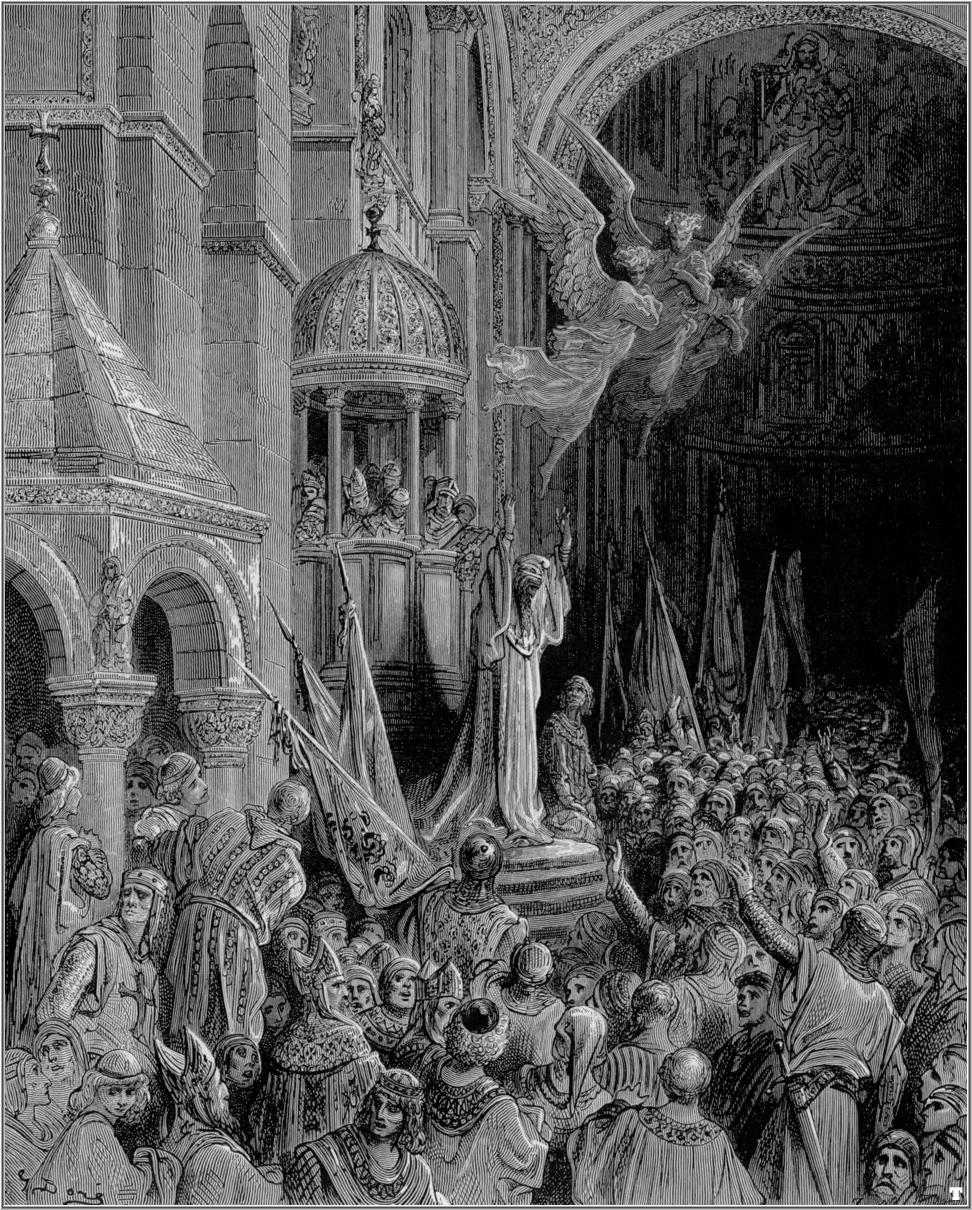
Enric Dandolo proclamant la croada a la República de Venècia.

El 24 de juny del 1202 la República de Venècia havia enllestit els preparatius de la croada que tenia per fi atacar directament el cor del món islàmic de l'època, la ciutat del Caire. Aquest objectiu fou ratificat pel papa Innocenci III, que afegí la prohibició explícita d'atacar qualsevol estat cristià.
Però els problemes s'originaren tot just al començament; en no ser obligatori l'embarcament a Venècia, molts dels croats optaren per no pagar a la República de Venècia i embarcar-se pel seu compte en altres ports que oferiren un preu més avantatjós, com ara Flandes, Marsella o Gènova. Per agreujar encara més la situació, tan sols s'havien reclutat 12.000 homes, en comptes dels 33.500 homes que s'havien pressupostat.
Així, la República de Venècia considerà com havia invertit tots els seus recursos humans i financers per construir una flota pel triple d'homes dels que finalment s'havien presentat. Davant d'aquesta situació, els venecians, comandants pel seu doge vell i cec, no donaren permís als croats per embarcar-se fins que no se satisfés la totalitat del pagament compromès, ço és 85.000 marcs de plata. Els croats tan sols pogueren recaptar-ne 51.000. Això els deixà en un estat de summa pobresa, ja que havien empenyorat el pressupost que inicialment havia de cobrir la totalitat de la campanya militar en pagar-se tan sols el transport inicial.
I malgrat que els croats havien quedat totalment empobrits, encara restaven sense cobrir 34.000 marcs de plata, un fet desastrós per als venecians, que havien aturat el seu comerç durant tot un any per preparar l'expedició.

### Canvi de plans en els objectius de la croada: l'atac a la catòlica Zara
Finalment el dux venecià Enric Dandolo acceptà ajornar el cobrament de la inversió i bescanviar-lo per la promesa del canvi en els objectius de la croada. La proposta d'Enric Dandolo fou que els croats paguessin els seus deutes capturant el port de Zara, situat a Dalmàcia.
Aquesta ciutat ja havia estat dominada econòmicament per Venècia durant el segle xii, però el 1181 s'havia rebel·lat i cercà la protecció del rei Emeric d'Hongria i Croàcia (el Regne d'Hongria i el Regne de Croàcia estaven units en la seva persona formant la corona de sant Esteve). A partir d'aleshores, els successius atacs llançats pels venecians sobre la ciutat dàlmata de Zara havien estat rebutjats sistemàticament.
Els croats acceptaren finalment la proposta veneciana i Enric Dandolo i la República de Venècia s'implicaren de manera directa en la croada en una cerimònia pública celebrada a l'església de Sant Marc de Venècia. Però el rei d'Hongria també era catòlic i a més s'havia ofert, almenys de manera teòrica, a participar ell mateix en la croada. Davant d'aquesta contradicció molts dels croats s'oposaren a continuar en la croada i un contingent encapçalat per Simó de Montfort refusà de participar-hi i retornà cap a França. (Aquest Simó de Montfort era el mateix que participà en la croada albigesa que comportà la mort del rei Pere II d'Aragó en la batalla de Muret.)
Mentre el legat papal (el cardenal Capuano) acceptava l'atac a un territori catòlic com un mal necessari per evitar el fracàs total de la croada, el papa Innocenci III escrigué alarmat als cabdills de la croada i els amenaçà amb l'excomunió si persistien en el seu intent. Però això ja no deturà els croats i els venecians, que iniciaren el setge de Zara i en tan sols tretze dies obtingueren la seva capitulació a foc i a sang.

### Derrocament de l'emperador romà d'Orient
Mentre el gruix de l'expedició croada assetjava la ciutat de Zara, el cabdill de la croada, Bonifaci I de Montferrat, l'abandonà i es reuní amb el seu cosí Felip de Suàbia. Les raons per a la visita són qüestió de debat: per una banda, podia haver abandonat l'expedició per no haver de participar en un atac a un territori catòlic, o es podia deure a la voluntat de reunir-se amb el príncep Aleix Àngel, fill del derrocat emperador romà d'Orient, Isaac II Àngel, que havia estat destronat el 1195 pel seu propi germà Aleix III Àngel. El príncep Aleix Àngel era cunyat de Felip de Suàbia, que era cosí de Bonifaci I de Montferrat; per tant, el cabdill de la croada era un parent polític del fill del derrocat emperador romà d'Orient.
Un cop reunits, Aleix Àngel exposà a Bonifaci I de Montferrat la seva intenció de recuperar el tron que el seu pare havia perdut; a tal fi, demanà l'ajuda dels croats i els oferí 200.000 marques d'argent, 10.000 homes, el manteniment de 500 cavallers, el servei de l'armada romana d'Orient per transportar l'Exèrcit Croat fins a Egipte un cop finalitzat el seu objectiu i el retorn a l'obediència de l'Església Ortodoxa Grega a l'Església Catòlica Romana. Tot això si els croats canviaven novament els seus plans i navegaven fins a Constantinoble per fer caure l'emperador romà d'Orient Aleix III Àngel, retornar-li el tron que el seu pare havia perdut. Era una oferta molt interessant per una empresa que estava sense recursos.

### Nou canvi de plans: Constantinoble
Les relacions entre els europeus occidentals (llatins o francs en la nomenclatura de l'època) i els europeus orientals (grecs) s'havien complicat des del Gran Cisma d'Orient iniciat el 1054. A partir d'aleshores els occidentals s'havien mostrat hostils als orientals, tal com es va evidenciar durant la primera, segona i Tercera Croada. Aquestes relacions es van deteriorar encara més el 1182, quan tots els estrangers de Constantinoble havien estat massacrats i els comerciants venecians havien estat expulsats pels emperadors romans de la dinastia dels Àngels, que governava amb el suport de la població romana. Aquests esdeveniments havien generat una actitud molt negativa dels venecians envers l'Imperi Romà d'Orient regit per la dinastia dels Àngels.
Tanmateix, la proposta del príncep romà fou acceptada pels croats no sense algunes desercions dels que no acceptaven aquest nou canvi de plans. Finalment, però, la flota croada, que es trobava a Corfú després de la fi del setge de Zara, inicià el viatge cap a Constantinoble amb seixanta galeres de guerra, cent transports de cavalls, cinquanta transports grans i més de 300 màquines de setge. La flota arribà a Constantinoble a final de juny del 1203.
Quan els croats arribaren a Constantinoble, aquesta tenia una població de 150.000 persones, una guarnició de 30.000 homes (incloent-hi la prestigiosa guàrdia varega formada per uns 5.000 homes) i una flota de vint galeres. L'objectiu de la croada era ara el de restituir l'emperador Isaac II Àngel el tron romà d'Orient per tal d'acabar amb el Gran Cisma d'Orient.

### Setge de Constantinoble de juliol del 1203

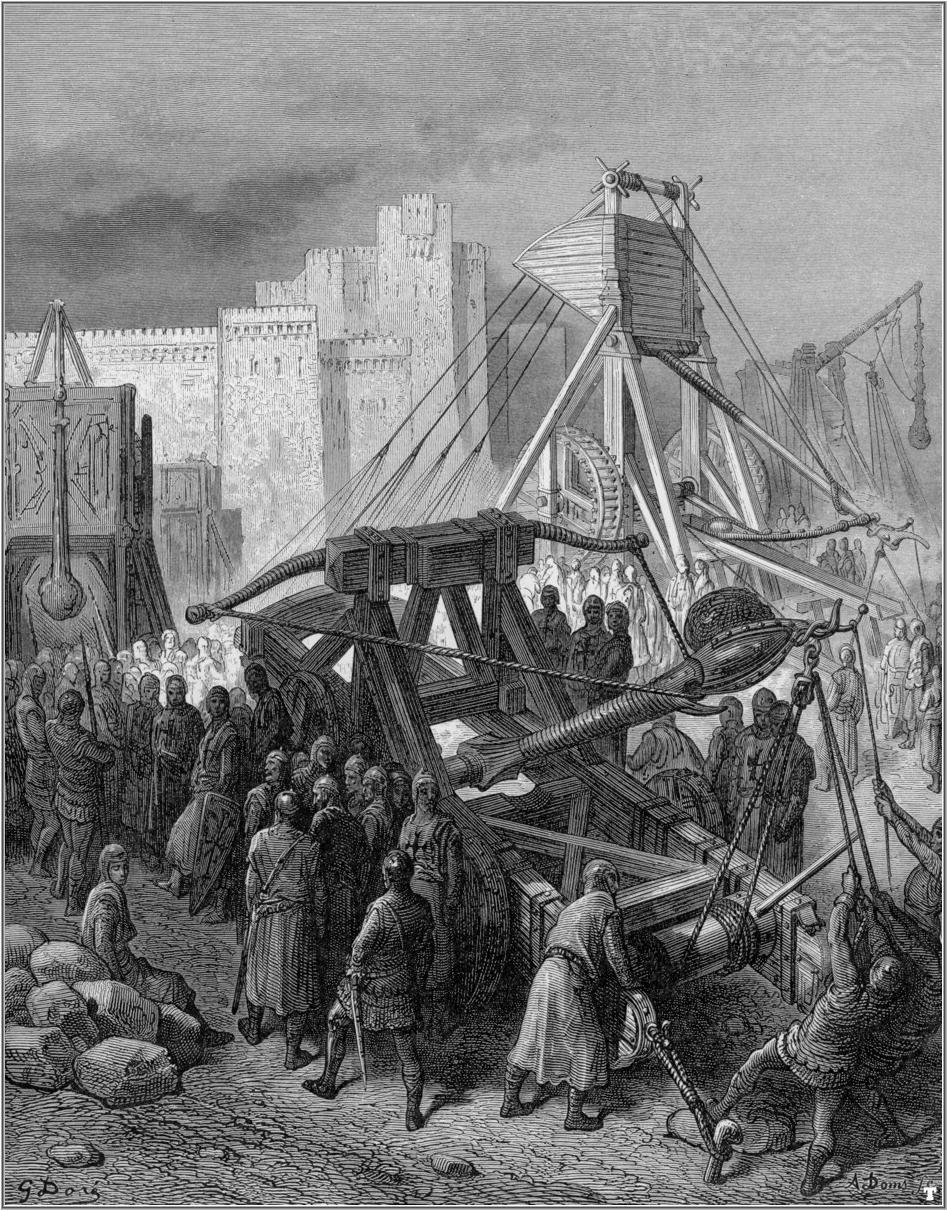
Els croats assetjant Constantinoble

Primerament els croats finançaren la seva situació capturant les ciutats de Calcedònia i Crisòpolis; posteriorment derrotaren una força de cavalleria de cinc cents bizantins amb tan sols 80 cavallers.
Les tropes croades desembarcaren al Gàlata, d'on feren retirar-se un contingent de l'exèrcit romà d'Orient i prengueren la Torre de Gàlata. En aquesta torre hi havia un dels extrems de la cadena que impedia el pas de les naus cap a l'interior de l'estuari del Corn d'Or. Un cop capturada la torre, ja no restava cap obstacle que impedís el pas de les naus venecianes dels croats.
L'11 de juliol del 1203 els croats prengueren posicions a prop del Palau de Blaquernes, situat a la part nord-oest de la ciutat. A partir del 17 de juliol del 1203, s'inicià el setge d'aquesta amb quatre divisions que atacaven les muralles per terra, mentre la flota veneciana atacava les muralles des de l'estuari del Corn d'Or. Els venecians prengueren tota una secció de la murada formada per unes vint-i-cinc torres, mentre que la guàrdia varega resistia als croats que atacaven el llenç de murada per la banda de terra. Quan aquests tingueren notícia de l'avenç venecià es traslladaren en massa per contrarestar els venecians, que es retiraren no sense abans iniciar un incendi que acabà consumint 120 acres de la ciutat.
Acorralat, l'emperador Aleix III Àngel es veié forçat a emprendre una acció ofensiva i ordenà que disset divisions de l'exèrcit sortissin per la Porta de St. Romanus i s'enfrontessin als croats que allí combatien. Malgrat la superioritat numèrica, els comandaments bizantins optaren per retirar-se una altra vegada dins la ciutat sense haver presentat batalla. L'emperador Aleix III Àngel havia perdut el suport de l'exèrcit i la població se li girà en contra, car arran del gran incendi unes vint mil persones havien perdut les seves llars. Finalment, optà per rendir-se i escapà, de manera que el príncep Aleix Àngel fou coronat finalment com a nou emperador amb el nom d'Aleix IV Àngel.

### L'emperador no pot complir la seua paraula

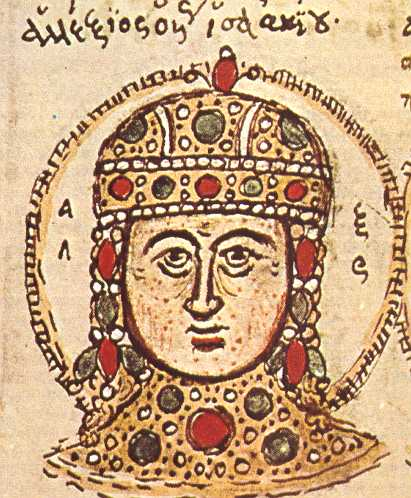
Aleix IV Àngel coronat nou emperador romà d'Orient.

En ser coronat, Aleix IV Àngel s'adonà que no podia complir les seves promeses, car l'usurpador Aleix III Àngel havia aconseguit fugir amb mil lliures d'or del tresor imperial romà d'Orient i una gran quantitat de joies. Mancat de recursos per cobrir els seus deutes, l'emperador demanà la destrucció d'icones romanes d'Orient i romanes valuosíssimes per poder extreure'n l'or i l'argent. Però tot i així només va poder pagar 100.000 marcs d'argent. Als ulls de tots els romans d'Orient, coneixedors d'aquesta política, la decisió de l'emperador era un senyal espantós de desesperació i d'un dèbil lideratge que mereixia ser castigat per Déu. L'historiador romà d'Orient Nicetes Coniata el definí com «el punt d'inflexió cap a la decadència de l'estat romà».
Acorralat pels deutes amb els croats i l'animadversió dels seus súbdits, l'emperador Aleix IV Àngel va començar a témer per la seua vida i va demanar als croats una renegociació del seu contracte per un termini de sis mesos més i, per tant, el prorrogava fins a l'abril de 1204. Per agreujar encara més la situació, l'agost del 1203 els croats atacaren una mesquita de Constantinoble que fou defensada pels mateixos musulmans de la ciutat, però que comptà amb la col·laboració dels grecs ortodoxos i el foc cremà gran part de Constantinoble, i l'oposició a Aleix IV Àngel augmentà encara més. Finalment, Aleix Ducas (dit «Murzufle» a causa de les seves celles gruixudes) derrocà i assassinà Aleix IV Àngel i prengué el tron, proclamant-se Aleix V Ducas.

### Un nou emperador usurpador i un nou atac a Constantinoble

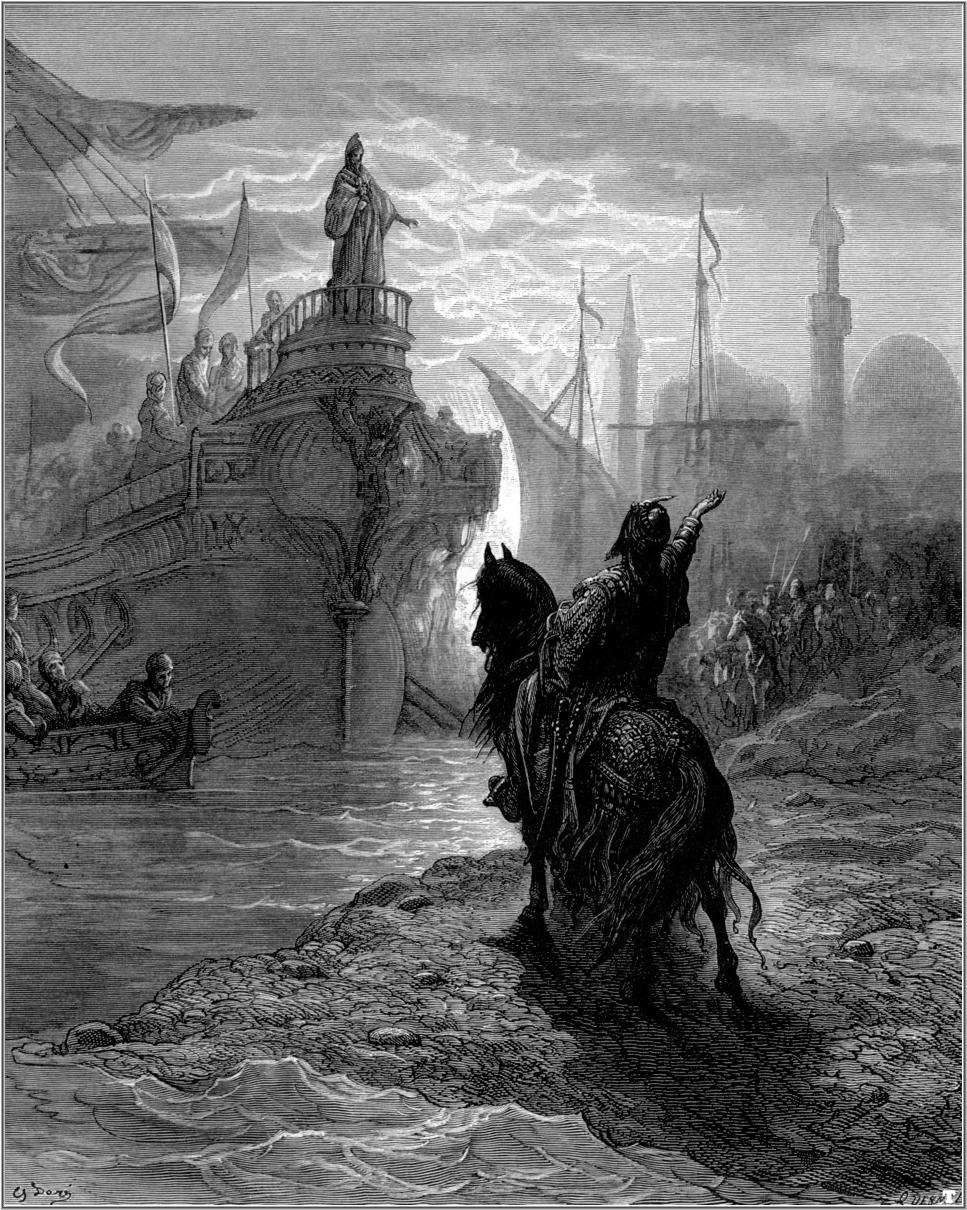
Enric Dandolo parlamentant amb l'emperador usurpador Aleix V Ducas.

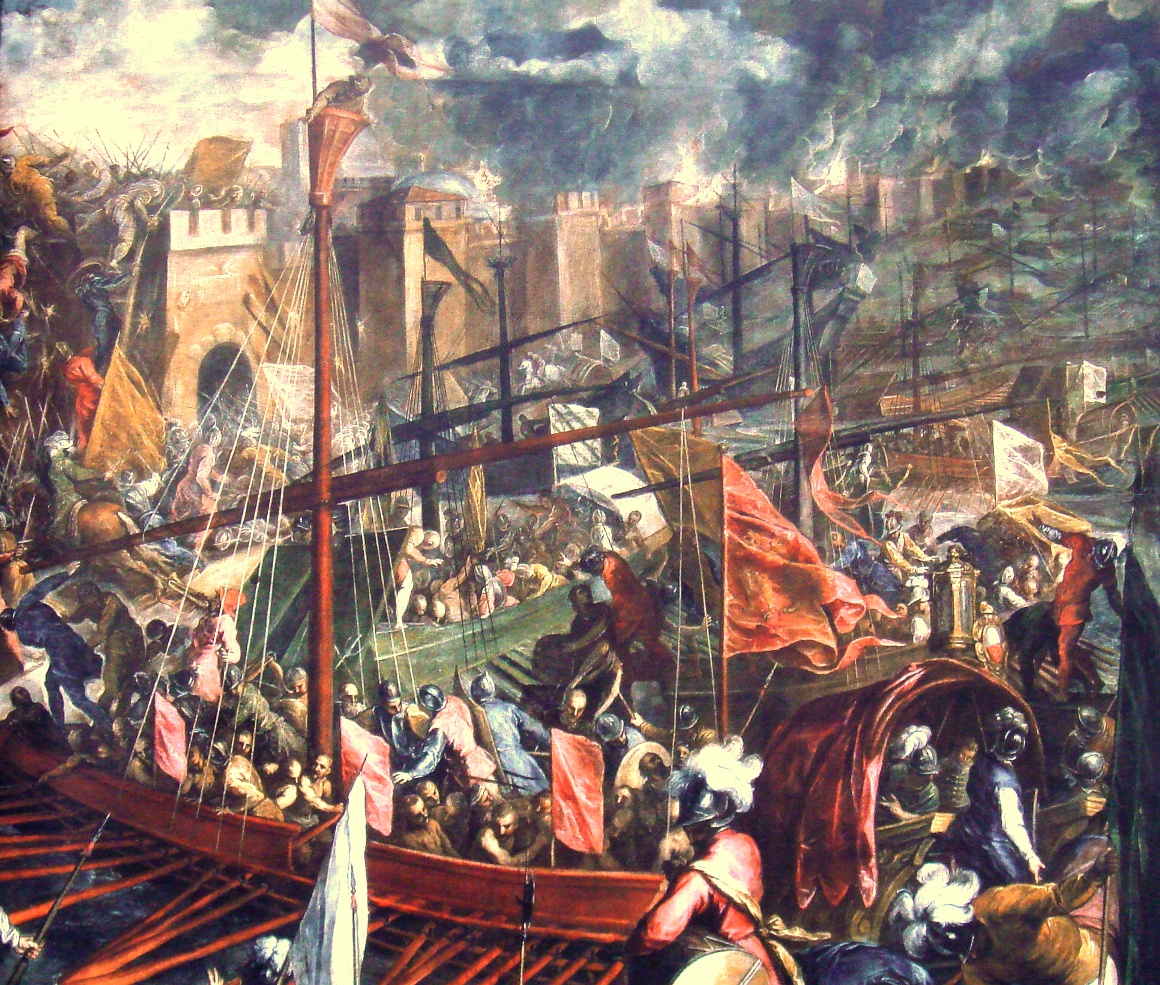
Setge dels croats a Constantinoble

Els croats i els venecians, enfurismats amb l'assassinat del seu candidat, exigiren a Aleix V Ducas que complís amb el contracte que tenien amb Aleix IV Àngel, però el nou emperador usurpador s'hi negà.
El 8 d'abril del 1203 els croats decidiren atacar una altra vegada la ciutat. Però Aleix V Ducas reorganitzà l'exèrcit romà d'Orient i es preparà per a una obstinada resistència. Els romans d'Orient llençaren projectils sobre les màquines de setge dels croats i en destrossaren una gran quantitat. Per dificultar encara més l'atac croat, les condicions meteorològiques els eren adverses, car un fort vent procedent de la costa impedia que les naus venecianes enviessin reforços als croats que combatien a les murades. Només cinc de les torres romanes d'Orient havien estat capturades i cap d'aquestes podia assegurar; abans de mitja tarda era evident que l'atac a Constantinoble havia fallat.
El clergat croat s'hagué d'enfrontar a un exèrcit desmoralitzat. Havien de convèncer els homes que els esdeveniments del 8 i 9 d'abril del 1203 no havien estat un judici de Déu davant d'una empresa pecaminosa. Explicaren, doncs, que tan sols es tractava de posar a prova la determinació dels croats i que els objectius de la campanya eren rectes i que finalment veurien coronat amb el seu esforç. El missatge del clergat estava concebut per a reconfortar els desmoralitzats soldats i l'argumentació espiritual per a l'atac contra Constantinoble girava al voltant de dos temes: primer, els romans d'Orient s'havien convertit en uns traïdors i uns assassins des que havien matat el seu legítim senyor, Aleix IV Àngel; segon, la promesa de posar fi al Gran Cisma d'Orient no seria complida per l'usurpador Aleix V Ducas, de manera que l'Església Oriental persistia en no acceptar la primacia del bisbe de Roma, el papa.
Per la seva part, Innocenci III havia demanat novament als croats que deturessin els seus atacs contra un territori cristià, però la carta fou ignorada pels legats papals de la croada. Finalment, els croats i els venecians es prepararen per llençar un nou atac sobre Constantinoble. I mentre aquests es preparaven, l'emperador usurpador Aleix V Ducas, conjuntament amb la guàrdia varega, fugiren de la ciutat emparats per la foscor de la nit.

### Setge de Constantinoble del 1204
El 12 d'abril del 1204, l'oratge era favorable als croats: un fort vent ajudava els vaixells venecians a aproximar-se a les murades de Constantinoble. Pel nord, després d'un curt combat, aproximadament setanta croats aconseguiren entrar a la ciutat, sent capaços de fer forats a les parets prou grans perquè uns quants cavallers poguessin entrar arrossegant-se. Els croats capturaren el districte de Blaquernes, situat al nord de la ciutat, i s'hi feren forts, convertint-lo en una base des d'on atacaren la resta de la ciutat. Per tal d'evitar un contraatac romà d'Orient, iniciaren una paret de foc que s'escampà i acabà per cremar més d'un milió de metres quadrats. Per la seva banda, els venecians tenien també èxit amb les murades del mar, encara que en aquell sector la lluita fou especialment sagnant en la seva lluita amb la guàrdia varega. Al final del dia 12 d'abril de 1204, Constantinoble queia en poder dels croats. La Quarta Croada arribava al seu final.

## Saqueig de Constantinoble

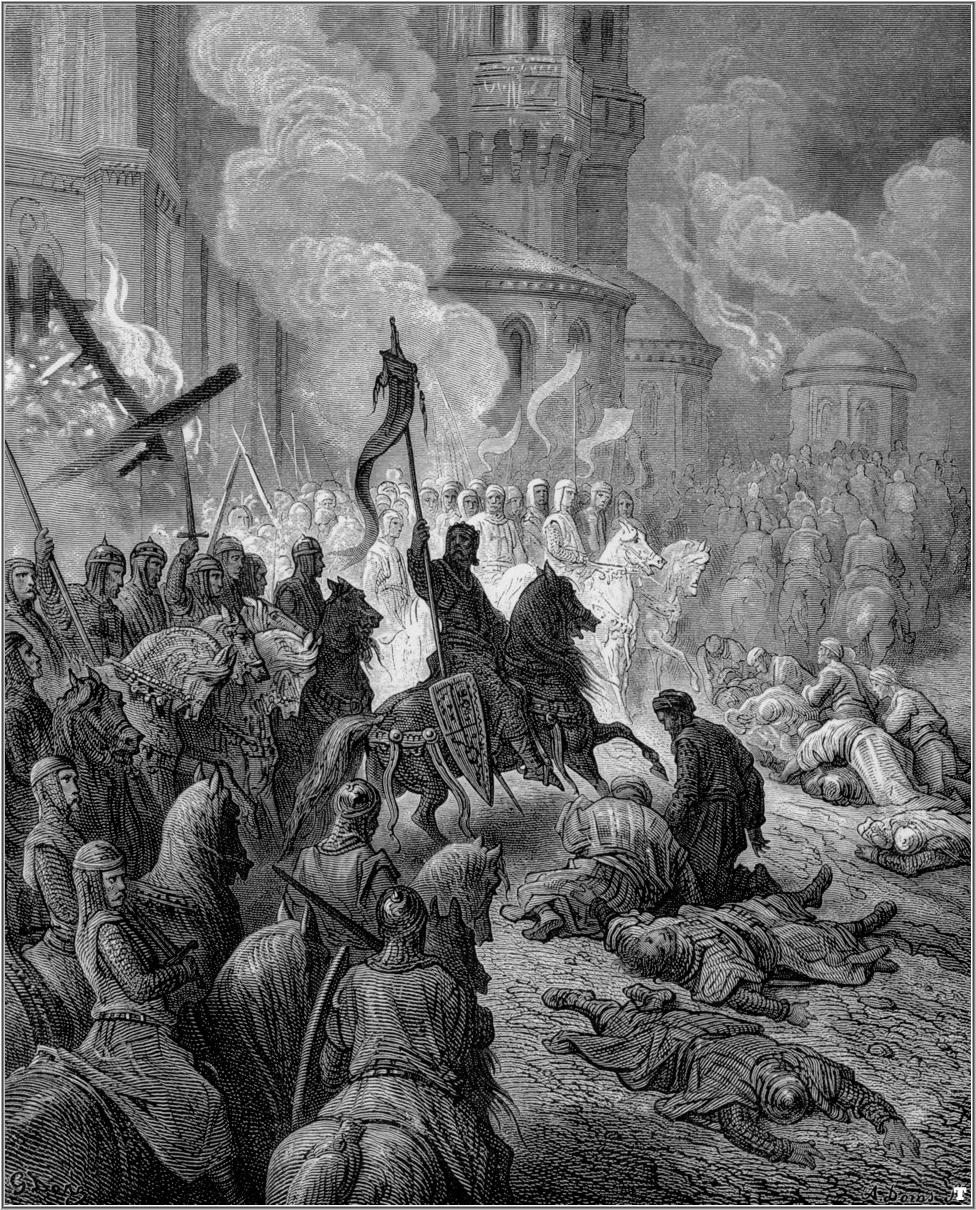
Entrada dels croats a Constantinoble, pintura de Gustave Doré.

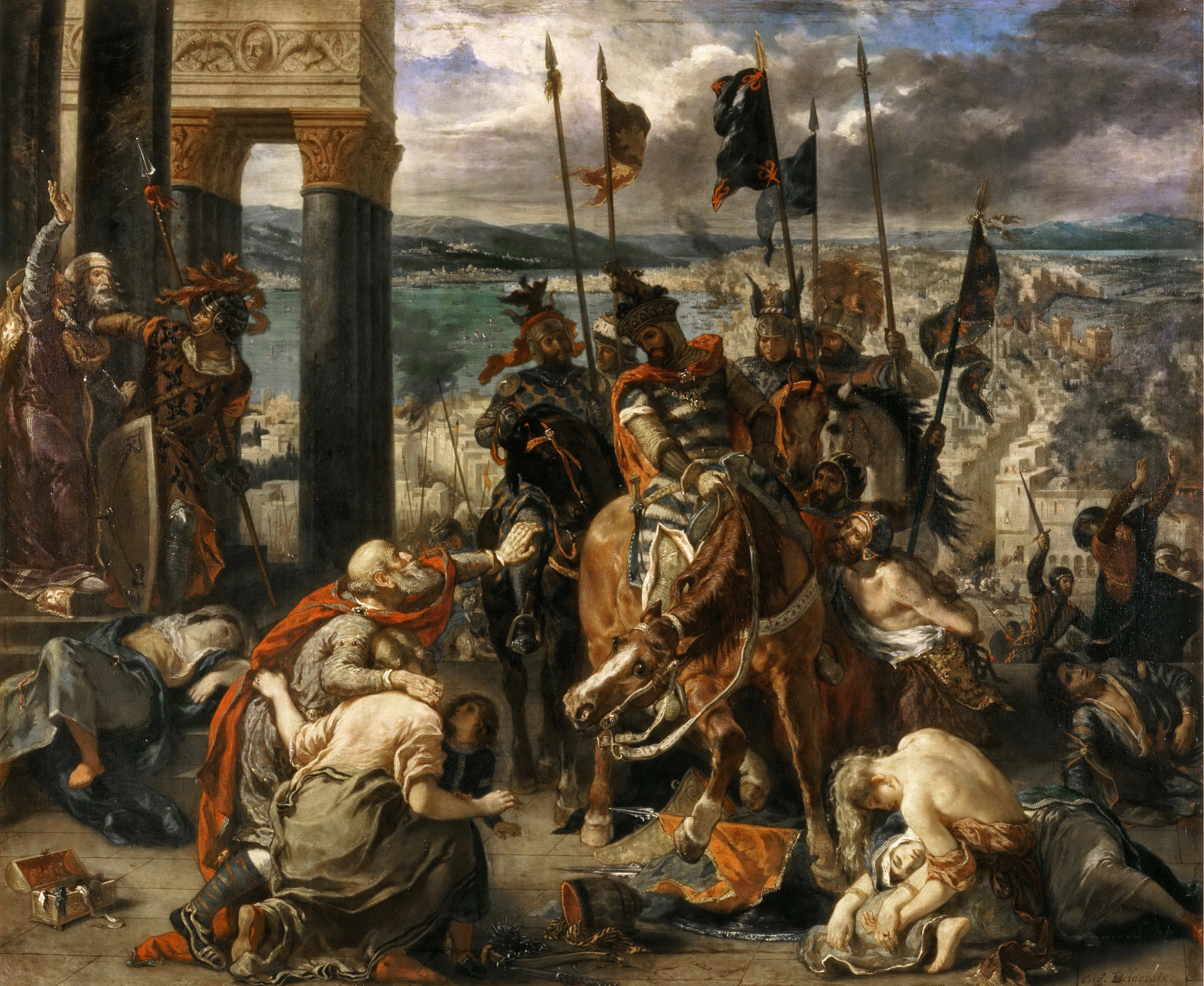
Entrada dels croats a Constantinoble, pintat per Delacroix.

Seguint l'antic dret militar, que emparava el saqueig d'una ciutat si aquesta s'havia negat a rendir-se quan se li havia donat l'oportunitat i els atacants es veien obligats a prendre-la per la força, els croats sotmeteren Constantiboble a un brutal saqueig de tres dies.
L'historiador Speros Vryonis descriu el saqueig de Constantinoble en el seu llibre Byzantium and Europe amb les següents grandiloqüents paraules i buscant en el saqueig de Constantinoble del 1204 la justificació de la caiguda de Constantinoble el 1453:
| « | Els soldats llatins sotmeteren la ciutat més gran d'Europa a un saqueig indescriptible. Durant tres dies assassinaren, violaren, saquejaren i destruïren en una escala que fins i tot els vàndals antics i els gots haurien trobat increïble. Constantinoble s'havia convertit en un autèntic museu de l'art antic i bizantí, un empori amb un patrimoni que els llatins quedaren astorats davant les riqueses que trobaren. Encara que els venecians tenien un cert gust per l'art que descobrien (eren semibizantins), i en preservaren molt, el francesos i els altres ho destruïren tot indistintament, mentre bevien vi, violaven monges i assassinaven els clergues ortodoxos. Els croats descarregaren la seva animadversió vers els grecs en la més espectacular profanació d'una església; la més gran que existia a la cristiandat (Santa Sofia). Trencaren les iconòstasis d'argent, les icones i els llibres sagrats de Hagia Sophia, assegueren al tron patriarcal una puta que cantava cançons tosques mentre bevien vi des dels llocs sagrats de l'església. L'allunyament d'Occident i l'Orient, que havia continuat durant segles, culminava en l'horrible massacre que acompanyà la conquesta de Constantinoble. Els grecs es convenceren aleshores que fins i tot si els turcs haguessin capturat la ciutat, no haurien estat tan cruels com els cristians llatins. La derrota de l'Imperi Romà d'Orient, ja en estat de decadència, accelerà la degeneració política, de manera que Bizanci fou a la llarga una presa fàcil dels turcs. La croada resultà, doncs, a la llarga, un victòria de l'islam, un resultat totalment al contrari de la seva intenció original. | » |

Els croats robaren i arruïnaren moltes obres de l'antiguitat clàssica grega, de l'Imperi Romà i de l'Imperi Romà d'Orient medieval. La magnífica Biblioteca de Constantinoble fou completament arrasada. Malgrat els seus juraments i l'amenaça d'excomunió, els croats profanaren i saquejaren sistemàticament els santuaris sagrats dels cristians ortodoxos. Es deia que la quantitat total saquejada girava al voltant de 900.000 marques d'argent. Oficialment els venecians reberen finalment 150.000 marcs d'argent, que era el seu deute; els croats en reberen 50.000 marcs d'argent, i 100.000 marcs d'argent es repartiren entre els cabdills venecians i croats. Si la xifra de 900.000 marcs d'argent és correcta, les altres 600.000 marcs d'argent foren guardades secretament per cavallers croats. El valor patrimonial de l'art destruït i rapinyat era verament incalculable.
Les obres d'art saquejades més famoses són el conjunt escultòric dels cavalls de Sant Marc, que van ser duts a Venècia i ubicats a la basílica de Sant Marc.

## Conseqüències
Segons un tractat prearranjat, l'imperi es distribuïa entre Venècia i els líders de la croada, i s'establia l'Imperi Llatí. Bonifaci no fou elegit com a nou emperador, encara que els ciutadans semblaven que el consideressin com a tal; els venecians pensaven que tenia massa connexions amb l'anterior imperi a causa del seu germà, Renyer de Montferrat, que havia estat casat amb Maria Comnena, emperadriu els anys 1170 i el 1180. Col·locaren, en canvi, Balduí de Flandes al tron. Bonifaci va continuar al Regne de Tessalònica i s'apoderà de Creta, que acabà venent el 1204 als venecians. Mentrestant, els refugiats bizantins fundaven els seus propis estats successors, el més notable d'aquests és l'Imperi de Nicea sota Teodor I Làscaris, l'Imperi de Trebisonda governat per Aleix I Comnè de Trebisonda, i el Despotat de l'Epir.
Per intentar tancar el Gran Cisma d'Orient, el papa Innocenci III va crear el Patriarcat Llatí de Constantinoble; el que va causar l'allunyament terminant i l'animadversió del Patriarcat Ortodox de Constantinoble pel que fa a la cristiandat llatina, i Teodor I Làscaris va tractar de reforçar els seus drets nomenant Miquel IV Autorià com a nou Patriarca de Constantinoble a Nicea, que aviat es va convertir en el líder de l'Església Ortodoxa en no tenir oposició, i el fet de ser la seu del Patriarcat va fer que assegurés les aspiracions de Teodor com hereu de l'Imperi Romà d'Orient. El 1208, sentint-se segur, es va confirmar com a emperador coronant-se a Nicea.
Tanmateix, l'Imperi Romà d'Orient ja no es recuperaria mai del tot d'aquest revés. El 1204 fou l'inici de la seva llarga agonia.

## Atles històric

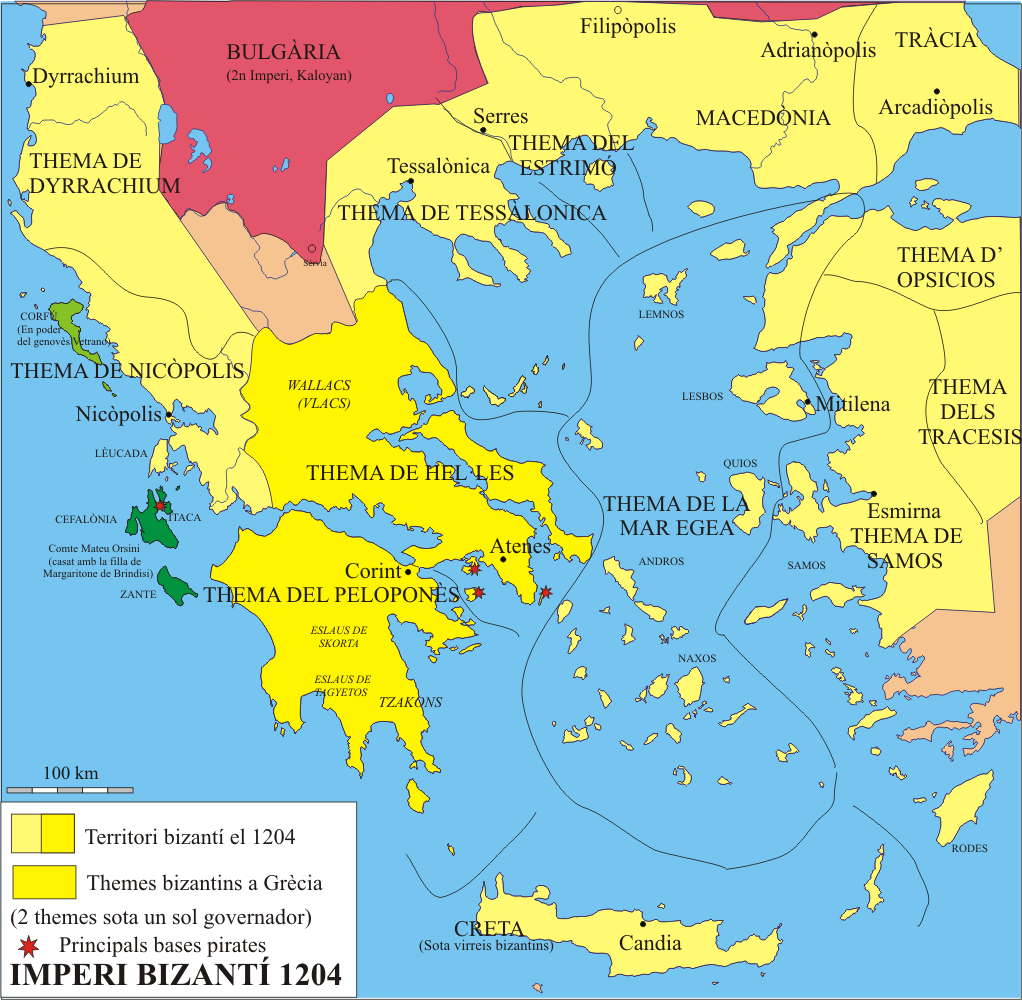
Imperi Bizantí el 1204
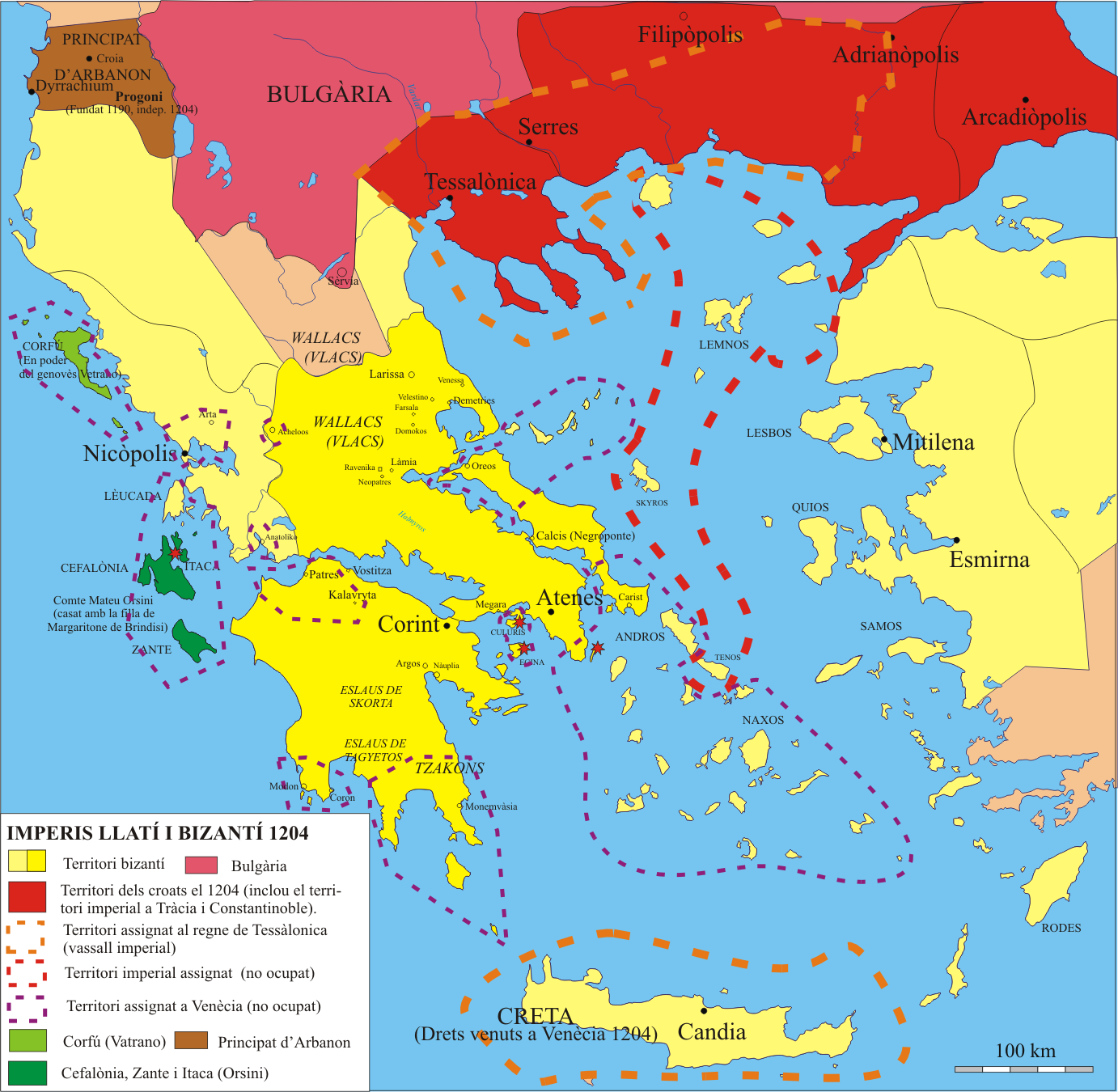
Partició
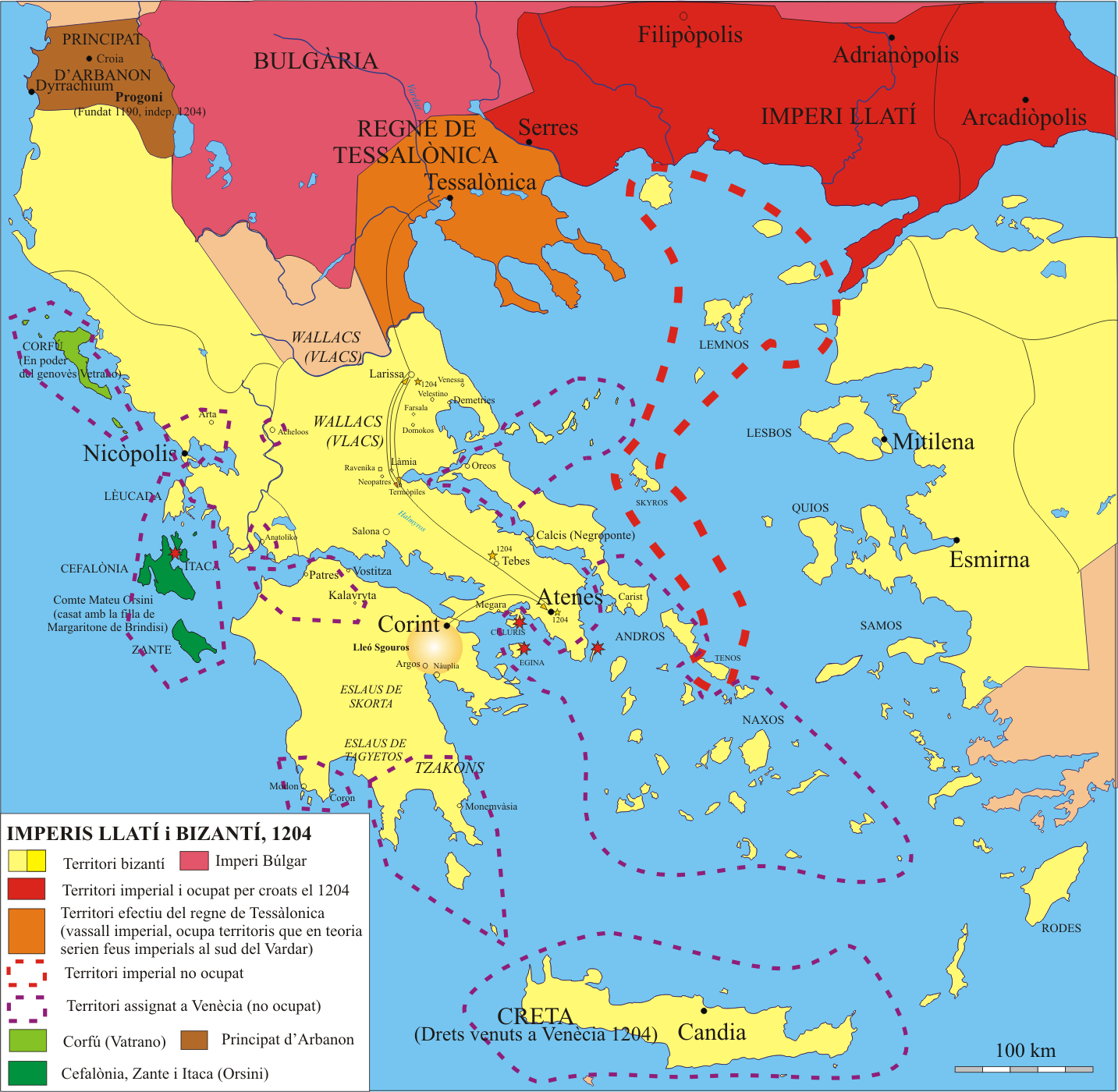
avanços croats i dels arconts grecs
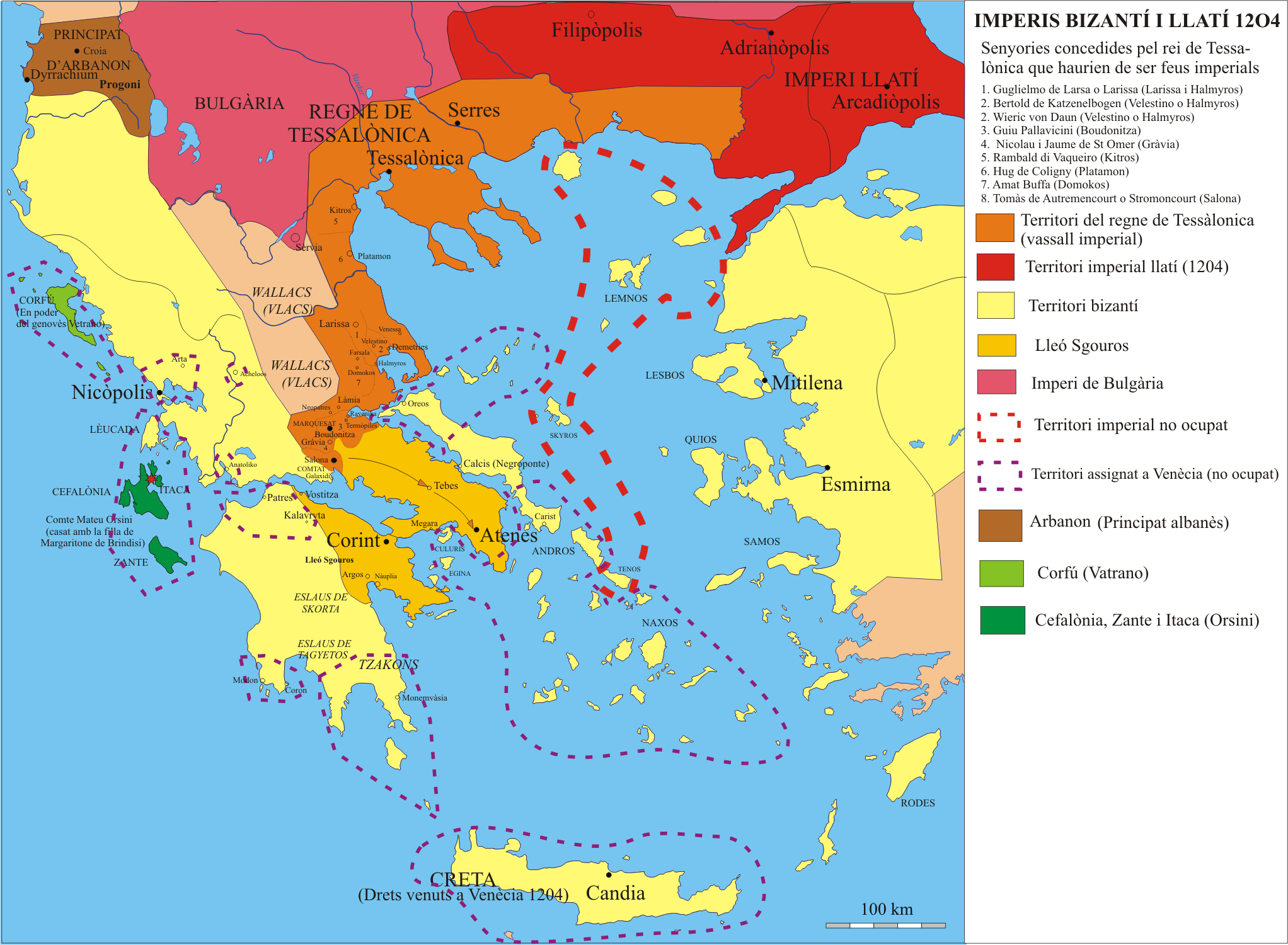
Lluites entre croats i Lleó Esgur
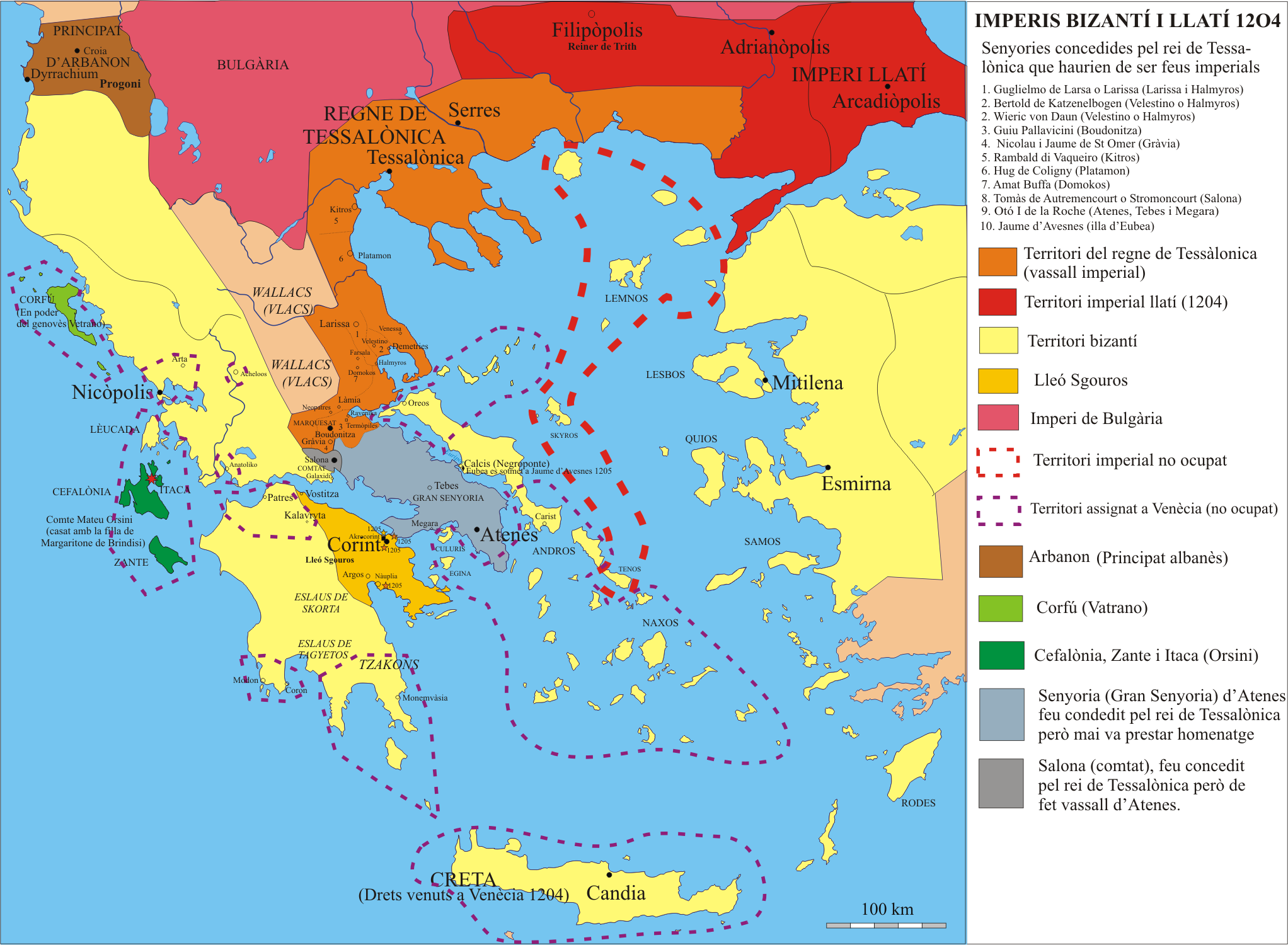
Croats a Atenes
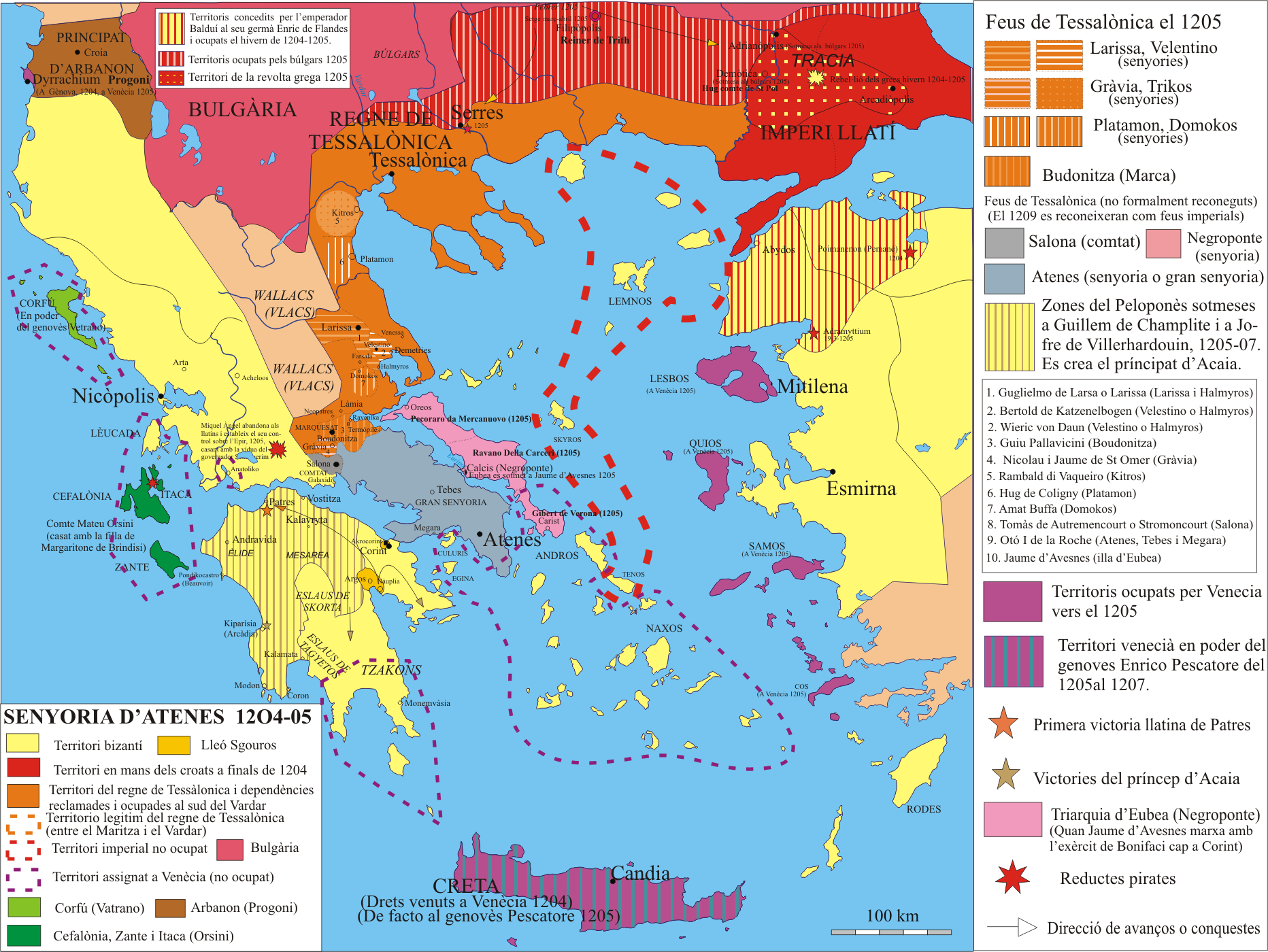
Creació dels estats llatins